# 854 до н. е.

## Події
Військо Ассирії пішло в похід на Шубрію в західній частині Вірменського Тавру.
Утворилася анти-ассирійська коаліція в складі Дамаску, Єгипту, Ізраїлю та інших невеликих держав.